# Mohammad Hanif

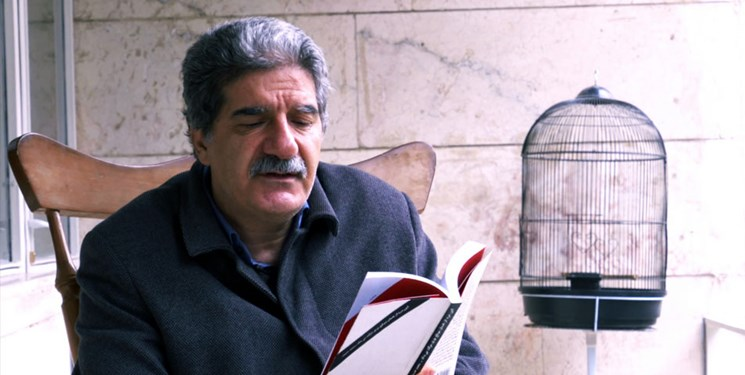
Mohammad Hanif

Mohammad Hanif (persisch محمد حنیف; * 1961) ist ein iranischer Schriftsteller und Gelehrter. Er ist Gewinner zahlreicher nationaler Auszeichnungen, darunter des prestigeträchtigen Iranʼs Book of the Year Awards, des Jalal Al-e Ahmad Literary Awards und des Golden Pen Award.

## Leben
Einige Jahre nach der Revolution von 1979 begann er seine Karriere als Landschullehrer. Aufgrund unbegründeter politischer Anschuldigungen wurde er jedoch bald von seinem Job entlassen. Dann ging er an die Kharazmi-Universität, um Geschichte zu studieren, aber Literatur und kreatives Schreiben blieben für ihn eine Priorität. Sein Fachgebiet Geschichte ermutigte ihn, persische Folklore zu schreiben und machte ihn auch zu einem der wenigen iranischen Schriftsteller, die in seinen Romanen magischen Realismus verwendeten: ein Ansatz, der besonders in seinen späteren Werken deutlich wurde, z. B. The Magical Hat and Copper Statue (Roman), That Man Smelled Death Since Then (Roman), With Hard Labor (Roman) und Localization of Magical Realism in Iran (Forschung). Derzeit konzentriert er sich hauptsächlich auf Belletristik.

## Fiktion
- With Hard Labor (2019)
- Guptaʼs Magic (2018)
- Man Smelled Death Since Then (2017)
- The Magical Hat and Copper Statue (2012)
- The Cage: Life in a Prison Camp (2009)
- The Dreams of Deer (2008)
- Icy Flowers (1998)